# Dusičnanové komplexy kovů

Struktura dusičnanového komplexu [Rh(NO_{3})_{5}]^{2−}

Dusičnanové komplexy kovů jsou komplexní sloučeniny obsahující dusičnanové (nitrato) ligandy. Často se používají na přípravu dalších sloučenin.

## Vlastnosti ligandů
Jako konjugované zásady silné kyseliny (kyseliny dusičné, pKa = −1,4), jsou dusičnanové anionty slabými Lewisovými zásadami. Obvyklé jsou dva způsoby koordinace: monodentátní a bidenátní. Bidentátní dusičnany, označované κ2-NO3, se často navazují nesymetricky - jedna spojnice kovu a kyslíku je čistě vazebná a druhá slabší. Délky vazeb MO-N u koordinovaných kyslíků bývají o přibližně 10 pm větší než u koncových vazeb N-O, což naznačuje, že jsou tyto koncové vazby dvojné. Dusičnanové ionty jsou isostrukturní se zásaditějšími ionty uhličitanovými a mají podobné koordinační geometrie.
Dusíková centra dusičnanových ligandů vazby s kovy nevytváří.

## Příklady komplexů
Se třemi koncovými kyslíky se mohou dusičnanové ionty na kovy vázat s mnoha různými geometriemi. Přestože se ligandy popisují vzorcem MNO3, tak jsou atomy kyslíku navázány trvale; monodentátní dusičnan se vyskytuje například ve sloučenině [Co(NH3)5NO3]2+, jejíž vzorec lze zapsat i jako [Co(NH3)5ONO2]2+. Homoleptické dusičnanové komplexy obecně mívají O,O'-bidentátní ligandy.
| Vzorec   | název               | poznámky              |
| -------- | ------------------- | --------------------- |
| Ti(NO3)4 | dusičnan titaničitý | 8koordinovaný, těkavý |
| Co(NO3)3 | dusičnan kobaltitý  | oktaedrický, těkavý   |
| Cu(NO3)2 | dusičnan měďnatý    | rovinný, těkavý       |
| AgNO3    | dusičnan stříbrný   | koordinační polymer   |

### Hydráty
Většina dusičnanů vytváří hydráty. Některé krystalizují s jedním nebo více dusičnanovými ligandy, většina se ale ve vodě rozpouští za tvorby aquakomplexů, často odpovídajících vzorci [M(H2O)6]n+.
- Cr(NO3)3(H2O)6[3]
- Mn(NO3)2(H2O)4
- Fe(NO3)3(H2O)9[4][5]
- Co(NO3)2(H2O)2[6]
- Ni(NO3)2(H2O)4[7][8]
- Pd(NO3)2(H2O)2[9]
- Cu(NO3)2(H2O)x[10][11][12][13]
- Zn(NO3)2(H2O)4
- Hg2(NO3)2(H2O)2[14]

## Příprava
Většinu dusičnanů lze připravit rozpouštěním oxidů nebo uhličitanů kovů v kyselině dusičné. Potíže mohou způsobovat redoxní reakce, vytvářející oxid dusnatý nebo dusičitý.
Bezvodé dusičnany lze získat oxidacemi kovů dimerním oxidem dusičitým. N2O4 se autoionizuje na [NO+] [NO3−], přičemž vzniklý nitrosoniový kation je silným oxidačním činidlem. Tímto postupem se připravuje například β-Cu(NO3)2:
Cu + 2 N2O4 → Cu(NO3)2 + 2 NO
Mnoho kovů, halogenidů a karbonylů vstupuje do podobných reakcí, ale jejich vzorce mohou být zavádějící; například z chromu se vytváří Cr(NO3)3(N2O4)2, který je solí (NO+)2[Cr(NO3)5]2−.
Oxidy dusíku mívají několik forem přeměňujících se mezi sebou navzájem, přičemž některé z nich mohou působit jako ligandy. Redoxní reakce nitrosoniových iontů s kovy způsobují vznik oxidů dusíku vytvářejících silně vázané nitrosylové komplexy; podobné působení se objevuje u nitronových iontů (NO2+).

## Reakce
Protože jsou dusičnanové ionty jen slabými zásadami, tak jsou jejich komplexy náchylné k hydrolýzám. Dusičnan měďnatý se ve vodných roztocích disociuje za vzniku aquakomplexu:
Cu(NO3)2 + 6 H2O → [Cu(H2O)6](NO3)2
Pyrolýzou dusičnanových komplexů vznikají oxidy.
2 Ni(NO3)2 → 2 NiO + 2 NO2 + O2
Enzymy nazývané nitrátreduktázy přeměňují dusičnany na dusitany. Tyto přeměny probíhají přes komplexy obsahující skupiny Mo-ONO2.